# Alain de Raemy
Alain de Raemy, né le 10 avril 1959 à Barcelone, est un prélat catholique suisse originaire de Fribourg, évêque auxiliaire de Lausanne, Genève et Fribourg depuis 2013 après avoir été chapelain de la garde suisse pontificale au Vatican.

## Biographie
Alain de Raemy est né le 10 avril 1959 à Barcelone en Espagne où il suit sa scolarité obligatoire. Il revient en Suisse pour y effectuer son gymnase où il obtient une maturité littéraire en latin et anglais à Engelberg. Après cela, de 1978 à 1979 il suit une année de droit à l'université de Zurich. Il abandonne cette formation pour commencer des études de philosophie et théologie à l'université de Fribourg, à la suite de quoi il entre au séminaire diocésain de Lausanne, Genève et Fribourg et est ordonné prêtre le 25 octobre 1986. Il exerce alors diverses charges de prêtrise dans le diocèse avant d'être nommé chapelain de la garde suisse pontificale au Vatican, charge qu'il exerce du 1er septembre 2006 jusqu'au 30 novembre 2013 ; date à laquelle il est nommé évêque auxiliaire de Lausanne, Genève et Fribourg par le pape François,,. Son ordination épiscopale a eu lieu le 11 janvier 2014 à la cathédrale Saint-Nicolas de Fribourg,. Il choisit pour devise épiscopale un extrait du psaume 129 (130) : « Auprès du Seigneur la miséricorde ».
Le 10 octobre 2022, il est nommé administrateur apostolique du diocèse de Lugano durant la vacance du siège épiscopal consécutive à la démission de Valerio Lazzeri,,, initialement pour un an. Le 20 octobre 2023, le nonce apostolique en Suisse Martin Krebs le confirme comme administrateur pour un temps indéterminé.
En septembre 2023, il est mis en cause dans des affaires d'abus sexuels au sein de l'Église catholique suisse pour non-dénonciation d'un cas d'abus. Le procureur général de Fribourg classe sans suite ces accusations le 20 décembre 2023, étant « soit lacunaires, soit dénuées de caractère pénal »,.

## Héraldique et devise
Les armoiries d'Alain de Raemy se blasonnent ainsi : « écartelé aux 1er et 4e de Raemy, d'azur à un fer de loup d'or barré deux fois, posé en pal, sur une montagne de trois coupeaux de sinople, accompagné à dextre d’un croissant contourné d'or et à senestre d'une étoile du même ; aux 2e et 3e de gueules au monde d'azur croisé et cintré d'or. »
Étant évêque auxiliaire du diocèse de Lausanne, Genève et Fribourg et titulaire de Torre en Maurétanie, il ne peut pas porter les armoiries du diocèse dans lequel il exerce, mais il devrait porter les armoiries de celui dont il a la titulature. Néanmoins, ce dernier a disparu depuis la conquête arabe aux VIIe et VIIIe siècles et n'a donc pas d'armoiries. Alain de Raemy choisi alors de faire représenter ses origines familiales et son activité passée comme chapelain de la garde Suisse pontificale. Les 2e et 3e quartiers reprennent les armoiries de la famille Kuntschen dont est issue sa mère, en changeant néanmoins les émaux pour qu'ils reprennent ceux de la garde suisse.
Concernant sa devise épiscopale, il choisit « Auprès du Seigneur la miséricorde » tirée du psaume 129 ou 130. Il explique avoir choisi de citer un psaume montant dans le but de pouvoir aider à trouver du réconfort auprès du Seigneur. La traduction de cette devise, qui est issue du verset 7 n'est pas nette. Certaines traductions, comme celle de l'AELF ne fait pas apparaître le mot miséricorde, alors que d'autres le font, comme celle de Louis Segond par exemple. Alain de Raemy choisit de traduire de l'hébreu en utilisant le mot miséricorde car, pour lui, Dieu est Amour et son Amour ne peut être que miséricorde car il n'est pas exclusif.